# نوفا كاخوفكا
نوفا كاخوفكا هي مدينة من مدن أوكرانيا. يبلغ عدد سكانها 72700 نسمة وذلك حسب إحصائيات سنة 2005. يبلغ ارتفاع المدينة عن سطح البحر قرابة 21 متر. تبلغ مساحتها 222.7 كم².

## توأمة
لنوفا كاخوفكا اتفاقيات توأمة مع:
- سان إتيان دو روفراي

## أعلام
- أنهيلينا كالينينا
- يوليانا فيداك